# La Ferté Macé
La Ferté Macé (voorheen La Ferté-Macé) is een gemeente in het Franse departement Orne (regio Normandië). De plaats maakt deel uit van het arrondissement Alençon. Op 12 januari 2016 werd de aangrenzende gemeente Antoigny toegevoegd aan La Ferté-Macé en werd de schrijfwijze veranderd naar La Ferté Macé zonder koppelteken.  La Ferté Macé telde op 1 januari 2022 5.095 inwoners.

## Geschiedenis
De plaats ontstond rond een intussen verdwenen feodaal kasteel en La Ferté Macé was een baronie. Al in de 16e eeuw was er textielnijverheid in La Ferté Macé en vooral in de 18e eeuw waren er veel wevers actief. Vanaf de 17e eeuw waren er drie jaarmarkten. Na 1830 volgde een nieuwe bloeitijd voor de weverijen door de verbeterde wegen. In de gemeente waren 128 fabrikanten actief die stoffen afnamen bij 15.000 tot 20.000 huiswevers in de wijde omgeving. Vanaf 1862 begon de mechanisatie en in 1869 werd het treinstation geopend. In 1883 werkten 1588 arbeiders in zes textielfabrieken. Dit zorgde voor een sterke groei van de bevolking. Maar al aan het begin van de 20e eeuw stagneerde deze industrie door de concurrentie van grotere fabrieken elders in Frankrijk.
De oude romaanse kerk werd grotendeels afgebroken in 1852 en vervangen door een nieuwe, grotere kerk.

## Geografie
De oppervlakte van La Ferté Macé bedroeg op 1 januari 2022 31,86 vierkante kilometer; de bevolkingsdichtheid was toen 159,9 inwoners per km². In het zuiden van de gemeente ligt de beboste heuvelrug Andaines. Het hoogste punt van de gemeente, Les Fieffes, ligt 286 m boven de zeespiegel.

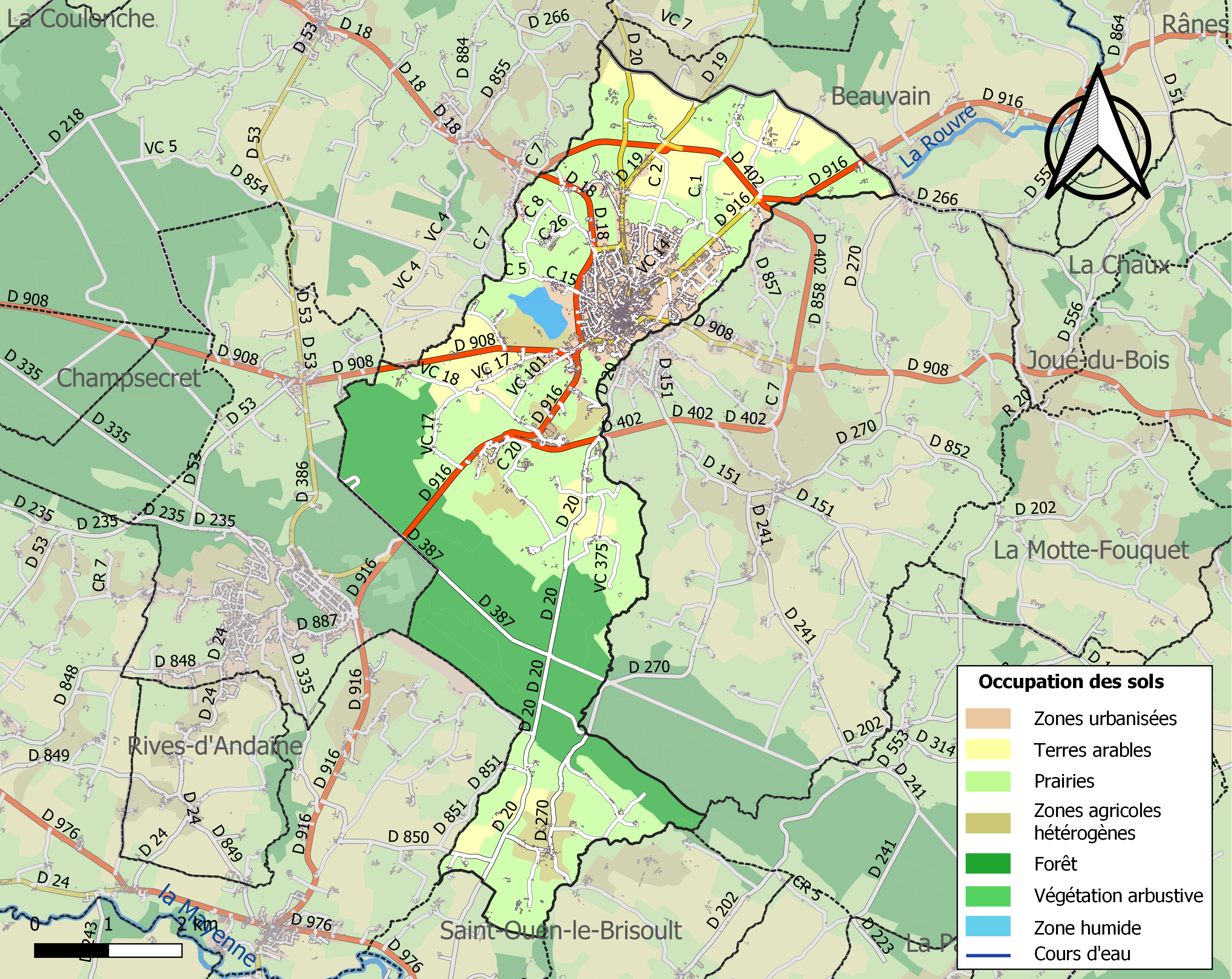
Kaart van de gemeente met belangrijkste infrastructuur, bodemgebruik en omliggende gemeenten

## Verkeer en vervoer
In de gemeente ligt het gesloten spoorwegstation La Ferté-Macé.

## Demografie
In 1846 telde de gemeente 5.663 inwoners en in 1876 al 9.769 inwoners door migratie uit de landelijke gebieden in de omgeving. Daarna volgde een terugval naar 6.208 inwoners in 1911.
Onderstaande figuur toont het verloop van het inwonertal (bron: INSEE-tellingen).

## Bezienswaardigheden
- Kerk Notre-Dame (1860); de romaanse toren en enkele traveeën van de oude kerk uit de 11e eeuw bleven bewaard.
- Musée du Jouet, museum geopend in 1992 met speelgoed uit de 19e en 20e eeuw.